# Robert Rebatet
Pour les articles homonymes, voir Rebatet (homonymie).
 (août 2017).
Si vous disposez d'ouvrages ou d'articles de référence ou si vous connaissez des sites web de qualité traitant du thème abordé ici, merci de compléter l'article en donnant les références utiles à sa vérifiabilité et en les liant à la section « Notes et références ».
Robert Rebatet  (1928-1995), est un médailleur français actif à Lyon.

## Biographie
Robert Rebatet a essentiellement travaillé pour la Maison A. Augis, puis pour la Maison FIA à Lyon, ce qui lui a permis de créer de nombreuses médailles.

## Médailles
- Alexis Carrel (1873-1944)
- Alexandre Garde.
- Louis Revol.
- Antoine Badinand.
- Médaillon en bronze figurant un portrait de François Cevert (1944-1973) en bas relief et scellé sur le mur derrière la tombe du pilote automobile français dans le cimetière de Vaudelnay dans le Maine-et-Loire[2].
- 30e anniversaire de la libération de Strasbourg, 1974, bronze argenté, 59 mm, Paris, musée du Général-Leclerc-de-Hauteclocque-et-de-la-Libération-de-Paris – musée Jean-Moulin[3].
- Georges Nétien (1907-1999), 1979
- Tony Garnier, médaille éditée à l’occasion du cinquantenaire de l’hôpital Édouard-Herriot de Lyon (1933-1983).
- Gabriel Pérès (1920-2004).
- Une médaille pour la Région Rhône-Alpes.